# 加塔瑞航空
加塔瑞航空（英語：Gatari Air Service）是印尼的包機航空公司，於1983年開始營運。公司於1980年代中、後期發展較佳，但在償還多筆債務和被扣押飛機資產後，其規模逐漸縮減。

## 歷史
加塔瑞航空成立於1983年，最初擁有6架貝爾412直升機。公司為洪普斯集團（Humpuss Group）旗下企業，80％股份由時任印尼總統蘇哈托的小兒子湯米·蘇哈托（胡托莫·曼陀羅·普特拉，洪普斯集團創辦人）所有，其餘20％則由鄭建盛持有。包機費用約為1億印尼盾，客戶大多來自石油業，飛行員和機師大多為非印尼籍人士。1985年石油價格大跌後，公司利潤大幅增長，於同年達到1,700萬美元的高峰，隔年縮減至1,300萬美元。1988年，加塔瑞航空的規模已超過當地其他7家包機航空公司，並在巴布亞省的費利浦·麥克莫蘭銅金公司訓練飛行員，同時協助印尼空軍進行演習。
由於利潤逐漸下降，加塔瑞航空開始多角化經營，包括於蘇拉威西島、爪哇島和婆羅洲提供遊客和木材業包機服務。公司也開始聘僱更多印尼當地飛行員和維修人員。直至1990年，加塔瑞航空共計擁有38架飛機，其中大部分為直升機。1991年，公司以1,700美元收購一架龐巴迪挑戰者601-3A，並同時擁有3架波音747。公司之後為償還債務而於1999年將旗下飛機出售。
1992年，加塔瑞航空與印尼林業和種植部（今環境和林業部）達成一項為期5年的協議，負責保養和維修該機構12架直升機，並於1999年歸還。2000年5月，由馬祖基·達魯斯曼領導的總檢察長辦公室開始調查加塔瑞航空可能與前述部門之間存在的不正當交易，並將該部秘書長蘇喬諾·蘇里奧（Sudjono Suryo）和公司總裁卡布爾·里斯托萬（Kabul Riswanto）列為嫌疑人，此案涉及233億印尼盾的詐欺和挪用公款。加塔瑞航空辯稱林業和種植部未履行協議，為公司造成經濟損失。同年10月，總檢察長辦公室扣押該公司3架直升機，其中2架的維護狀態過差已無法升空。
2002年，加塔瑞航空成為雅加達若干家直升機租賃公司之一，每小時收費2,250美元。此後公司規模逐漸縮減，截至2007年，加塔瑞航空擁有一支5人組成的機隊，其中兩名飛行員為印尼籍。
2018年10月29日，雅加達中央地方法院扣押加塔瑞航空於哈利姆·珀達納庫蘇馬國際機場東側停機坪的飛機資產，原因為該公司於2016年解雇6名員工後拖欠遣散費。

## 機隊

### 現役機隊
加塔瑞航空的機隊包括以下機種（截至2022年4月）：
| 機型       | 數量 | 已訂購 | 載客量 |
| ---------- | ---- | ------ | ------ |
| ATR 42-500 | 2    |        |        |
| 總數       | 2    |        |        |

### 退役機隊
加塔瑞航空在2016年之前的機隊包含以下機種：
- 另一架ATR 42-500

2007年機隊則包含：
| 機型                  | 數量 | 已訂購 | 載客量 |
| --------------------- | ---- | ------ | ------ |
| 貝爾212               | 2    | 0      | 13     |
| MBB/川崎重工BK-117-B1 | 1    | 0      | 5      |
| 福克F28               | 2    | 0      | 85     |
| 總數                  | 5    | 0      |        |